# Ебані Бріджес
Ебані Бріджес (англ.Ebanie Bridges; народилася 22 вересня 1986) — австралійська професійна боксерка. З березня 2022 по грудень 2023 року вона володіла титулом чемпіонки IBF у легшій вазі. Як аматорка, Бріджес брала участь у змаганнях у найлегшій вазі серед жінок на змаганнях Золоті рукавички у 2016 та 2017 роках відповідно, де вона виграла золото. Її прозвали «Бомбер Блондинка» через колір волосся та її тренера Арнела «Бомбер» Баротілло.

## Раннє життя
Бріджес народилася 22 вересня 1986 року і виросла в передмісті Тунгаббі Великого Західного Сіднея, бувши наймолодшою дитиною з трьох дітей. Вона молодша з близнюків на шість хвилин і єдина дівчинка у своїй родині. У віці п'яти років батьки познайомили Бріджес з карате, в якому вона змагалася до тринадцяти років. Незабаром після цього вона тренувалася з кікбоксингу та муай-тай у середній школі. Пізніше вона знайшла змагальний бодібілдінг — під опікою Аріни Манти — в якому вона змагалася вісім років і виграла численні регіональні та державні титули. Вона розповіла, що її підліткові роки були важкими, хоча з допомогою батьків вона подолала труднощі: «У 18 років я вирішила, що потрібно змінити своє життя». У дитинстві Бріджес захоплювалася Костею Цзю, Ентоні Мандіном, Оскаром Де Ла Хойя та Роєм Джонсом-молодшим

## Аматорська кар'єра
Бріджес встановила аматорський рекорд (26–4) з 2016 по 2018 роки, під час яких вона виграла національні титули «Золоті рукавички» у 2016 і 2017 роках, а також титули чемпіонки штату в найлегшій вазі. Вона також брала участь у жіночому відбірковому турнірі Австралії в Перті, але зазнала поразки від Антонії Кей у чвертьфіналі рішенням суддів, за очками 4:1.

## Професійна кар'єра
24 листопада 2018 року Бріджес мала зустрітися з тайським бійцем Рунгнапхою Кеурачангом у змаганні у найлегшій вазі в Wollongong Fraternity Club, однак бій було скасовано через те, що у Каеврачанга виникли проблеми з доступом до бою. Натомість Бріджес билася з Б'янкою Елмір у виставковому бою, хоча цей бій не був визнаний професійним. Бріджес дебютувала на професійному рівні 8 лютого 2019 року в Павільйон Гордерн у Сіднеї в андеркарті матчу Тім Цзю проти. Дентон Васселл проти філіппінської бойовиці Махієки Парено (2–1–0), яку Бріджес перемогла рішенням більшості суддів, але їй довелося встати з настилу рингу після того, як Парено кинула її в першому раунді. Під час її бою з Парено пізніше виявилося, що Бріджес зламала щиколотку, але продовжувала битися.
12 жовтня 2019 року Бріджес билася з Лорою Вудс, яку вона перемогла технічним нокаутом у третьому раунді, а потім у наступному місяці перемогла Канітту Нінтхім технічним нокаутом у другому раунді.
У лютому 2020 року Бріджес підписала промо-контракт зі Спліт-Т Менеджмент. Вона дебютувала в США 8 лютого 2020 року, вигравши шість раундів одноголосним рішенням суддів проти Крістал Хой у Hammond Civic Center у Хаммонді, штат Індіана а судді Джеррі Якубко, Натан Палмер і Скайлар Слей оцінили бій. 60–54 на користь Бріджеса. У листопаді 2020 року, після поразки від Хорхеліни Гуаніні, Рейчел Болл оголосила про свої наміри зустрітися з Бріджес за вакантний титул WBA у найлегшій вазі, який вона спочатку сподівалася поборотися з Гуаніні.
13 березня 2021 року Бріджес зустрілася з Керол Ерл за вакантний титул чемпіона Австралійської національної боксерської федерації у суперлегкій вазі на Бенкстаун-Сіті-Пейсуей у Сіднеї, у якому Бріджес забезпечила собі перемогу одноголосним рішенням суддів з Ієном Бетті, Уейном Дугласом і Кевіном Хоганом, які забрали 80–72, 80–72 і 79–73 очок на користь Бріджес. 14 березня було підтверджено, що Бріджес зустрінеться з Шеннон Кортні у протистоянні за титул чемпіонки світу в найлегшій вазі за вакантний титул WBA у найлегшій вазі в андеркарті Конора Бенна, який захистить свій титул чемпіонки WBA проти Семюель Варгас на Copper Box Arena 10 квітня. Спочатку сподівалися, що Кортні буде битися з Рейчел Болл, однак, коли Бол одужала від коронавірусу, Бріджес втрутилася як пізня заміна.
Після своєї першої професійної поразки від Кортні Бріджес була призначена на бій з Бек Конноллі 7 серпня 2021 року. Вона двічі відправила Конноллі в нокдаун до середини другого раунду, перш ніж рефері Кіран Макканн зупинив бій. Наступного разу Бріджес зустрілася з Мейліс Ґенґлофф 4 вересня 2021 року. Вона з невеликим відривом виграла боротьбу за очками з результатом 77–76.
Бріджес кинула виклик чинній чемпіонці IBF у найлегшій вазі Марії Сесілії Роман, у якій Роман захистила восьмий титул. Бій відбувся на First Direct Arena в Лідсі, Англія, 26 березня 2022 року в андеркарті титульного бою між Кіко Мартінесом і Джошем Воррінгтоном у напівлегкій вазі. Бріджес виграла бій одноголосним рішенням суддів. Двоє суддів оцінили бій з рахунком 97–93 на її користь, тоді як третій суддя присудив їй усі десять раундів бою.

## Особисте життя
Вона є кваліфікованою учителькою математики в середній школі Ердс і живе в Дюралі, Новий Південний Уельс. Навчаючись на вчительку математики, вона пройшла стажування в середній школі Маунт Аннан. Тренуючись як боксерка-аматор, Бріджес здобула ступінь бакалавра з математики з додатковою спеціальністю з фізичного виховання в Університеті Західного Сіднея, а потім здобула ступінь магістра з викладання, під час якого вона закінчила навчання як найкраща у своєму класі. Бріджес розмовляє трьома мовами: англійською, португальською та іспанською. Вона має чорний пояс з карате.
Бріджес брала участь у четвертому сезоні SAS Австралія: Перемагає хто наважиться, вибувши в епізоді 11.
Бріджес є прихильником футбольної команди англійського Чемпіоншипу Лідс Юнайтед
Бріджес є тренером впливової особи OnlyFans Ель Брук.

## Рекорд професійного боксу
| К-сть поєдинків | К-сть перемог | К-сть поразок |
| --------------- | ------------- | ------------- |
| Нокаутом        | 4             | 0             |
| Рішенням суддів | 5             | 2             |

| №  | Результат | Рекорд | Опонент             | Тип | К-ть раундів, час | Дата              | Місце проведення поєдинку                                  | Титул                                                        |
| -- | --------- | ------ | ------------------- | --- | ----------------- | ----------------- | ---------------------------------------------------------- | ------------------------------------------------------------ |
| 11 | Поразка   | 9–2    | Мійо Йошіда         | UD  | 10                | 9 грудня 2023     | Chase Center, Сан-Франциско, Каліфорнія, США               | Втратила титул IBF у найлегшій вазі.                         |
| 10 | Перемога  | 9–1    | Шеннон О'Коннел     | ТКО | 8 (10)            | 10 грудня 2022    | First Direct Arena, Лідс, Англія                           | Зберегла титул IBF у найлегшій вазі.                         |
| 9  | Перемога  | 8–1    | Марія Сесілія Роман | UD  | 10                | 26 березня 2022   | First Direct Arena, Лідс, Англія                           | Виграла титул IBF у найлегшій вазі.                          |
| 8  | Перемога  | 7–1    | Мейліс Ганглофф     | PTS | 8                 | 4 вересня 2021    | Стадіон Емералд Хедінглі, Лідс, Англія                     |                                                              |
| 7  | Перемога  | 6–1    | Бек Конноллі        | TKO | 3 (8), 1:22       | 7 серпня 2021     | Штаб-квартира Matchroom, Брентвуд, Англія                  |                                                              |
| 6  | Поразка   | 5–1    | Шеннон Кортні       | UD  | 10                | 10 квітня 2021    | Copper Box Arena, Лондон, Англія                           | За вакантний титул WBA у найлегшій вазі.                     |
| 5  | Перемога  | 5–0    | Керол Ерл           | UD  | 8                 | 13 травня 2021    | Bankstown City Paceway, Сідней, Австралія                  | Виграла вакантний титул ANBF Австралазії у суперлегкій вазі. |
| 4  | Перемога  | 4–0    | Крістал Хой         | UD  | 6                 | 8 лютого 2020     | Hammond Civic Center, Хаммонд, Індіана, США                |                                                              |
| 3  | Перемога  | 3–0    | Канітта Нінтхім     | TKO | 2 (4), 1:15       | 30 листопада 2019 | Виставковий і конференц-центр Брісбена, Брісбен, Австралія |                                                              |
| 2  | Перемога  | 2–0    | Лаура Вудс          | TKO | 3 (4), 0:26       | 12 жовтня 2019    | Клуб Punchbowl, Сідней, Австралія                          |                                                              |
| 1  | Перемога  | 1–0    | Махієчка Парено     | MD  | 3                 | 8 лютого 2019     | Hordern Pavilion, Сідней, Австралія                        |                                                              |